# Eisschnelllauf-Sprintweltmeisterschaft 1993
Die 24. Eisschnelllauf-Sprintweltmeisterschaft wurde vom 27. bis 28. Februar im japanischen Ikaho (Machiyama Highland Skating Center) ausgetragen.

## Wettbewerb
- 63 Sportler aus 17 Nationen nahmen am Mehrkampf teil

| Teilnehmende Nationen                | Teilnehmende Nationen                            | Teilnehmende Nationen               | Teilnehmende Nationen      | Teilnehmende Nationen      |
| ------------------------------------ | ------------------------------------------------ | ----------------------------------- | -------------------------- | -------------------------- |
| Australien Österreich Belarus Kanada | Volksrepublik China Deutschland Japan Kasachstan | Südkorea Niederlande Norwegen Polen | Rumänien Russland Schweden | Ukraine Vereinigte Staaten |

### Frauen

#### Endstand
- Zeigt die zwölf erfolgreichsten Sportlerinnen der Sprint-WM

| Rang | Name                 | 1. Lauf 500 Meter | Pkt.  | 1. Lauf 1.000 Meter | Pkt.  | 2. Lauf 500 Meter | Pkt.  | 2. Lauf 1.000 Meter | Pkt.  | Gesamt- pkt. |
| ---- | -------------------- | ----------------- | ----- | ------------------- | ----- | ----------------- | ----- | ------------------- | ----- | ------------ |
| 1    | Ye Qiaobo            | 40,23 (1)         | 40,23 | 1:24,76 (12)        | 42,38 | 40,46 (1)         | 40,46 | 1:25,71 (6)         | 42,85 | 165,925      |
| 2    | Bonnie Blair         | 40,88 (3)         | 40,88 | 1:23,93 (5)         | 41,96 | 40,94 (2)         | 40,94 | 1:25,38 (4)         | 42,69 | 166,475      |
| 3    | Oxana Rawilowa       | 42,11 (21)        | 42,11 | 1:22,59 (1)         | 41,29 | 41,44 (7)         | 41,44 | 1:25,02 (3)         | 42,51 | 167,355      |
| 4    | Kyoko Shimazaki      | 40,68 (2)         | 40,68 | 1:24,41 (10)        | 42,20 | 41,02 (3)         | 41,02 | 1:27,10 (19)        | 43,55 | 167,455      |
| 5    | Sabine Völker        | 41,60 (9)         | 41,60 | 1:23,13 (2)         | 41,56 | 41,46 (8)         | 41,46 | 1:26,08 (11)        | 43,04 | 167,665      |
| 6    | Emese Hunyady        | 42,03 (20)        | 42,03 | 1:23,23 (3)         | 41,61 | 41,91 (15)        | 41,91 | 1:24,45 (1)         | 42,22 | 167,780      |
| 7    | Shiho Kusunose       | 41,70 (11)        | 41,70 | 1:23,99 (6)         | 41,99 | 41,86 (13)        | 41,86 | 1:24,78 (2)         | 42,39 | 167,945      |
| 8    | Yoo Seon-hee         | 41,37 (5)         | 41,37 | 1:25,68 (16)        | 42,84 | 41,27 (5)         | 41,27 | 1:25,63 (5)         | 42,81 | 168,295      |
| 9    | Christine Aaftink    | 41,18 (4)         | 41,18 | 1:23,29 (4)         | 41,64 | 41,41 (6)         | 41,41 | 1:28,85 (29)        | 44,42 | 168,660      |
| 10   | Edel Therese Høiseth | 41,75 (13)        | 41,75 | 1:24,26 (8)         | 42,13 | 41,58 (9)         | 41,58 | 1:26,74 (16)        | 43,37 | 168,830      |
| 11   | Chieko Yoda          | 41,37 (5)         | 41,37 | 1:24,50 (11)        | 42,25 | 41,71 (11)        | 41,71 | 1:27,10 (19)        | 43,55 | 168,880      |
| 12   | Peggy Clasen         | 41,57 (8)         | 41,57 | 1:25,37 (14)        | 42,68 | 41,59 (10)        | 41,59 | 1:26,74 (16)        | 43,37 | 169,215      |

#### 1. Lauf 500 Meter
| Platz | Name                     | Land                | Zeit  | Punkte |
| ----- | ------------------------ | ------------------- | ----- | ------ |
| 1     | Ye Qiaobo                | Volksrepublik China | 40,23 | 40,23  |
| 2     | Kyoko Shimazaki          | Japan               | 40,68 | 40,68  |
| 3     | Bonnie Blair             | Vereinigte Staaten  | 40,88 | 40,88  |
| 4     | Christine Aaftink        | Niederlande         | 41,18 | 41,18  |
| 5     | Yoo Seon-hee Chieko Yoda | Südkorea Japan      | 41,37 | 41,37  |
| 7     | Susan Auch               | Kanada              | 41,43 | 41,43  |
| 8     | Peggy Clasen             | Vereinigte Staaten  | 41,57 | 41,57  |
| 9     | Sabine Völker            | Deutschland         | 41,60 | 41,60  |
| 10    | Anke Baier               | Deutschland         | 41,66 | 41,66  |
|       |                          |                     |       |        |
| 16    | Franziska Schenk         | Deutschland         | 41,82 | 41,82  |
| 18    | Monique Garbrecht        | Deutschland         | 41,91 | 41,91  |
| 20    | Emese Hunyady            | Österreich          | 42,03 | 42,03  |
| 26    | Emese Antal              | Österreich          | 42,87 | 42,87  |

#### 1. Lauf 1.000 Meter
| Platz | Name                 | Land               | Zeit    | Punkte |
| ----- | -------------------- | ------------------ | ------- | ------ |
| 1     | Oxana Rawilowa       | Russland           | 1:22,59 | 41,29  |
| 2     | Sabine Völker        | Deutschland        | 1:23,13 | 41,56  |
| 3     | Emese Hunyady        | Österreich         | 1:23,23 | 41,61  |
| 4     | Christine Aaftink    | Niederlande        | 1:23,29 | 41,64  |
| 5     | Bonnie Blair         | Vereinigte Staaten | 1:23,93 | 41,96  |
| 6     | Shiho Kusunose       | Japan              | 1:23,99 | 41,99  |
| 7     | Monique Garbrecht    | Deutschland        | 1:24,08 | 42,04  |
| 8     | Edel Therese Høiseth | Norwegen           | 1:24,26 | 42,13  |
| 9     | Anke Baier           | Deutschland        | 1:24,28 | 42,14  |
| 10    | Kyoko Shimazaki      | Japan              | 1:24,41 | 42,20  |
|       |                      |                    |         |        |
| 21    | Emese Antal          | Österreich         | 1:26,40 | 43,20  |
| 23    | Franziska Schenk     | Deutschland        | 1:26,99 | 43,49  |

#### 2. Lauf 500 Meter
| Platz | Name                 | Land                | Zeit  | Punkte |
| ----- | -------------------- | ------------------- | ----- | ------ |
| 1     | Ye Qiaobo            | Volksrepublik China | 40,46 | 40,46  |
| 2     | Bonnie Blair         | Vereinigte Staaten  | 40,94 | 40,94  |
| 3     | Kyoko Shimazaki      | Japan               | 41,02 | 41,02  |
| 4     | Susan Auch           | Kanada              | 41,20 | 41,20  |
| 5     | Yoo Seon-hee         | Südkorea            | 41,27 | 41,27  |
| 6     | Christine Aaftink    | Niederlande         | 41,41 | 41,41  |
| 7     | Oxana Rawilowa       | Russland            | 41,44 | 41,44  |
| 8     | Sabine Völker        | Deutschland         | 41,46 | 41,46  |
| 9     | Edel Therese Høiseth | Norwegen            | 41,58 | 41,58  |
| 10    | Peggy Clasen         | Vereinigte Staaten  | 41,59 | 41,59  |
|       |                      |                     |       |        |
| 14    | Anke Baier           | Deutschland         | 41,87 | 41,87  |
| 15    | Emese Hunyady        | Österreich          | 41,91 | 41,91  |
| 20    | Monique Garbrecht    | Deutschland         | 42,41 | 42,41  |
| 25    | Emese Antal          | Österreich          | 43,05 | 43,05  |

#### 2. Lauf 1.000 Meter
| Platz | Name                      | Land                         | Zeit    | Punkte |
| ----- | ------------------------- | ---------------------------- | ------- | ------ |
| 1     | Emese Hunyady             | Österreich                   | 1:24,45 | 42,22  |
| 2     | Shiho Kusunose            | Japan                        | 1:24,78 | 42,39  |
| 3     | Oxana Rawilowaa           | Russland                     | 1:25,02 | 42,51  |
| 4     | Bonnie Blair              | Vereinigte Staaten           | 1:25,38 | 42,69  |
| 5     | Yoo Seon-hee              | Südkorea                     | 1:25,63 | 42,81  |
| 6     | Ye Qiaobo Mihaela Dascălu | Volksrepublik China Rumänien | 1:25,71 | 42,85  |
| 8     | Seiko Hashimoto           | Japan                        | 1:25,85 | 42,92  |
| 9     | Ewa Wasilewska-Borkowska  | Polen                        | 1:25,83 | 42,91  |
| 10    | Natalja Andrianova        | Russland                     | 1:26,03 | 43,01  |
|       |                           |                              |         |        |
| 11    | Sabine Völker             | Deutschland                  | 1:26,08 | 43,04  |
| 13    | Monique Garbrecht         | Deutschland                  | 1:26,52 | 43,26  |
| 18    | Emese Antal               | Österreich                   | 1:27,00 | 43,50  |
| 26    | Anke Baier                | Deutschland                  | 1:28,16 | 44,08  |

### Männer

#### Endstand
- Zeigt die zwölf erfolgreichsten Sportler der Sprint-WM

| Rang | Name                | 1. Lauf 500 Meter | Pkt.  | 1. Lauf 1.000 Meter | Pkt.  | 2. Lauf 500 Meter | Pkt.  | 2. Lauf 1.000 Meter | Pkt.  | Gesamt- pkt. |
| ---- | ------------------- | ----------------- | ----- | ------------------- | ----- | ----------------- | ----- | ------------------- | ----- | ------------ |
| 1    | Igor Schelesowski   | 37,21 (4)         | 37,21 | 1:15,02 (1)         | 37,51 | 37,78 (10)        | 37,78 | 1:17,05 (1)         | 38,52 | 151,025      |
| 2    | Yasunori Miyabe     | 37,09 (1)         | 37,09 | 1:16,38 (5)         | 38,19 | 37,18 (1)         | 37,18 | 1:17,96 (5)         | 38,98 | 151,440      |
| 3    | Hiroyasu Shimizu    | 37,13 (2)         | 37,13 | 1:17,81 (20)        | 38,90 | 37,19 (2)         | 37,19 | 1:17,88 (4)         | 38,94 | 152,165      |
| 4    | Alexander Golubew   | 37,44 (6)         | 37,44 | 1:16,70 (11)        | 38,35 | 37,58 (6)         | 37,58 | 1:17,62 (2)         | 38,81 | 152,180      |
| 5    | Dan Jansen          | 37,17 (3)         | 37,17 | 1:15,81 (2)         | 37,90 | 37,49 (4)         | 37,49 | 1:19,42 (13)        | 39,71 | 152,275      |
| 6    | Yukinori Miyabe     | 37,30 (5)         | 37,30 | 1:15,98 (3)         | 37,99 | 37,54 (5)         | 37,54 | 1:20,30 (19)        | 40,15 | 152,980      |
| 7    | Sean Ireland        | 37,73 (11)        | 37,73 | 1:16,38 (5)         | 38,19 | 37,77 (9)         | 37,77 | 1:18,64 (6)         | 39,32 | 153,010      |
| 8    | Viktor Tsjupira     | 37,60 (8)         | 37,60 | 1:16,66 (10)        | 38,33 | 37,78 (10)        | 37,78 | 1:19,16 (10)        | 39,58 | 153,290      |
| 9    | Liu Hongbo          | 37,68 (9)         | 37,68 | 1:16,84 (12)        | 38,42 | 38,13 (16)        | 38,13 | 1:18,78 (7)         | 39,39 | 153,620      |
| 10   | Sergei Klewtschenja | 37,74 (13)        | 37,74 | 1:17,44 (17)        | 38,72 | 37,80 (12)        | 37,80 | 1:18,91 (9)         | 39,45 | 153,715      |
| 11   | Manabu Horii        | 37,68 (9)         | 37,68 | 1:16,50 (8)         | 38,25 | 37,45 (3)         | 37,45 | 1:21,09 (28)        | 40,54 | 153,925      |
| 11   | Gerard van Velde    | 38,09 (18)        | 38,09 | 1:16,64 (9)         | 38,32 | 38,09 (15)        | 38,09 | 1:18,85 (8)         | 39,42 | 153,925      |

#### 1. Lauf 500 Meter
| Platz | Name                    | Land                      | Zeit  | Punkte |
| ----- | ----------------------- | ------------------------- | ----- | ------ |
| 1     | Yasunori Miyabe         | Japan                     | 37,09 | 37,09  |
| 2     | Hiroyasu Shimizu        | Japan                     | 37,13 | 37,13  |
| 3     | Dan Jansen              | Vereinigte Staaten        | 37,17 | 37,17  |
| 4     | Igor Schelesowski       | Belarus                   | 37,21 | 37,21  |
| 5     | Yukinori Miyabe         | Japan                     | 37,30 | 37,30  |
| 6     | Alexander Golubew       | Russland                  | 37,44 | 37,44  |
| 7     | Jaegal Seong-Yeol       | Südkorea                  | 37,53 | 37,53  |
| 8     | Viktor Tsjupira         | Russland                  | 37,60 | 37,60  |
| 9     | Liu Hongbo Manabu Horii | Volksrepublik China Japan | 37,68 | 37,68  |
|       |                         |                           |       |        |
| 14    | Roland Brunner          | Österreich                | 37,92 | 37,92  |
| 22    | Lars Funke              | Deutschland               | 38,37 | 38,37  |
| 27    | Matthias Pfeiffer       | Deutschland               | 38,71 | 38,71  |
| 28    | Uwe Streb               | Deutschland               | 38,77 | 38,77  |
| 30    | Jörg Wichmann           | Deutschland               | 38,84 | 38,84  |

#### 1. Lauf 1.000 Meter
| Platz | Name                         | Land               | Zeit    | Punkte |
| ----- | ---------------------------- | ------------------ | ------- | ------ |
| 1     | Igor Schelesowski            | Belarus            | 1:15,02 | 37,51  |
| 2     | Dan Jansen                   | Vereinigte Staaten | 1:15,81 | 37,90  |
| 3     | Yukinori Miyabe              | Japan              | 1:15,98 | 37,99  |
| 4     | Pat Kelly                    | Kanada             | 1:16,32 | 38,16  |
| 5     | Yasunori Miyabe Sean Ireland | Japan Kanada       | 1:16,38 | 38,19  |
| 7     | Arjan Schreuder              | Niederlande        | 1:16,39 | 38,19  |
| 8     | Manabu Horii                 | Japan              | 1:16,50 | 38,25  |
| 9     | Gerard van Velde             | Niederlande        | 1:16,64 | 38,32  |
| 10    | Viktor Tsjupira              | Russland           | 1:16,66 | 38,33  |
|       |                              |                    |         |        |
| 15    | Roland Brunner               | Österreich         | 1:17,36 | 38,68  |
| 24    | Uwe Streb                    | Deutschland        | 1:18,40 | 39,20  |
| 28    | Lars Funke                   | Deutschland        | 1:18,77 | 39,38  |
| 30    | Matthias Pfeiffer            | Deutschland        | 1:19,29 | 39,64  |

#### 2. Lauf 500 Meter
| Platz | Name              | Land               | Zeit  | Punkte |
| ----- | ----------------- | ------------------ | ----- | ------ |
| 1     | Yasunori Miyabe   | Japan              | 37,18 | 37,18  |
| 2     | Hiroyasu Shimizu  | Japan              | 37,19 | 37,19  |
| 3     | Manabu Horii      | Japan              | 37,45 | 37,45  |
| 4     | Dan Jansen        | Vereinigte Staaten | 37,49 | 37,49  |
| 5     | Yukinori Miyabe   | Japan              | 37,54 | 37,54  |
| 6     | Alexander Golubew | Russland           | 37,58 | 37,58  |
| 7     | Grunde Njøs       | Norwegen           | 37,59 | 37,59  |
| 8     | Roger Strøm       | Norwegen           | 37,70 | 37,70  |
| 9     | Sean Ireland      | Kanada             | 37,77 | 37,77  |
| 10    | Igor Schelesowski | Belarus            | 37,78 | 37,78  |
|       |                   |                    |       |        |
| 20    | Roland Brunner    | Österreich         | 38,33 | 38,33  |
| 25    | Uwe Streb         | Deutschland        | 38,64 | 38,64  |
| 27    | Lars Funke        | Deutschland        | 38,71 | 38,71  |
| 28    | Matthias Pfeiffer | Deutschland        | 38,81 | 38,81  |

#### 2. Lauf 1.000 Meter
| Platz | Name                                   | Land                | Zeit    | Punkte |
| ----- | -------------------------------------- | ------------------- | ------- | ------ |
| 1     | Igor Schelesowski                      | Belarus             | 1:17,05 | 38,52  |
| 2     | Alexander Golubew Mikhail Vostroknutov | Russland            | 1:17,62 | 38,81  |
| 4     | Hiroyasu Shimizu                       | Japan               | 1:17,88 | 38,94  |
| 5     | Yasunori Miyabe                        | Japan               | 1:17,96 | 38,98  |
| 6     | Sean Ireland                           | Kanada              | 1:18,64 | 39,32  |
| 7     | Liu Hongbo                             | Volksrepublik China | 1:18,78 | 39,39  |
| 8     | Gerard van Velde                       | Niederlande         | 1:18,85 | 39,42  |
| 9     | Sergei Klewtschenja                    | Russland            | 1:18,91 | 39,45  |
| 10    | Viktor Tsjupira                        | Russland            | 1:19,16 | 39,58  |
|       |                                        |                     |         |        |
| 16    | Matthias Pfeiffer                      | Deutschland         | 1:20,09 | 40,04  |
| 22    | Roland Brunner                         | Österreich          | 1:20,57 | 40,28  |
| 26    | Uwe Streb                              | Deutschland         | 1:20,94 | 40,47  |
| 29    | Lars Funke                             | Deutschland         | 1:21,28 | 40,64  |